# Gościwit (książę czeski)
Gościwit (IX w.) – półlegendarny książę czeski z dynastii Przemyślidów, następca Neklana, znany jedynie z Kroniki Kosmasa z Pragi. Ojciec Borzywoja I, pierwszego historycznego władcy Czech.
Późniejsza historiografia (Dalimil, Piccolomini) uczyniła z Gościwita starszego syna – Neklana, podczas gdy młodszy – Dypold miał otrzymać w posiadanie okolice Kouřima na wschód od Pragi.